# Bureau des Nations Unies au Burundi
BNUB war die inhaltlich reduzierte Fortführung des Integrierten Büros der Vereinten Nationen in Burundi (französisch Bureau Intégré des Nations Unies au Burundi, BINUB), einer Mission der Vereinten Nationen (UN) zur Stärkung der nationalen Kapazitäten der burundischen Regierung, um die Folgen des burundischen Bürgerkrieges zu überwinden. Die wiederum fand im direkten Anschluss an die Mission der Vereinten Nationen in Burundi (ONUB) statt. BNUB war ursprünglich bis 31. Dezember 2011 befristet, wurde jedoch mehrfach verlängert und bis zum 31. Dezember 2014 weitergeführt; sie wird durch UNDAF weitergeführt.
Aufgabe der BNUB war die
- Unterstützung der Entwicklung nationaler Institutionen;
- Förderung des Dialogs;
- Bekämpfung der straffreien Räume
- Förderung der Menschenrechte;
- Gewährleistung, dass die Wirtschafts- und Finanzpolitik die Bedürfnisse der gefährdeten Menschen berücksichtigt und Förderung der Mobilisierung der Ressourcen von Burundi;
- Unterstützung bei der regionalen Integration.